# آلبوس دامبلدور
آلبوس پرسیوال وولفریک برایان دامبلدور (به انگلیسی: Albus Percival Wulfric Brian Dumbledore) شخصیتی تخیلی از مجموعه داستان‌های هری پاتر به قلم جی کی رولینگ و مدیر مدرسهٔ علوم و فنون جادوگری هاگوارتز است و نقش بسیار پررنگی درکتاب‌های هری پاتر دارد. در کتاب‌های هری پاتر همواره از او به‌عنوان قدرتمندترین جادوگر دنیا یاد می‌شود. آلبوس دامبلدور پدید آورنده محفل ققنوس است، گروهی که مبارزه علیه لرد ولدمورت و خادمان لرد سیاه یعنی گروه موسوم به مرگ‌خواران را بر عهده دارد.
بر اساس گفته‌های رولینگ، وی این نام را براساس نوعی سرده از زنبورهای درشت یعنی خرزنبوریان که در انگلیسی به آن "bumblebee" می‌گویند انتخاب کرده‌است.

## زندگی
دامبلدور در دره گودریک زندگی می‌کرد که محل تولد گودریک گریفندور بود. در زمان کودکی، پرسیوال دامبلدور (پدر آلبوس) به دلیل حمله وحشیانه به سه ماگل جوان دستگیر و محکوم به حبس ابد در آزکابان شد. آلبوس دامبلدور در یازده سالگی وارد مدرسه علوم و فنون جادوگری هاگوارتز شد. در اوایل به دلیل رفتار پدرش در برابر ماگل ها (اصطلاح جی.کی. رولینگ برای غیرجادوگرها در متن کتاب) در مدرسهٔ هاگوارتز شهرت داشت، ولی پس از چند ماه شهرت خود او از سوء شهرت پدرش پیشی گرفت. او یکی از ممتازترین دانش آموزان مدرسه علوم و فنون جاودگری هاگوارتز تا آن زمان بود. به‌طوری‌که به هجدهمین سالگرد تولدش نزدیک می‌شد باافتخارات و سربلندی زیاد هاگوارتز را ترک کرد. سرپرست دانش آموزان، دانش‌آموز ارشد، برنده جایزه بارنابس فینکلی برای طلسم‌اندازی استثنایی، نمایندهٔ جوانان بریتانیایی در وینزنگاموت، برنده مدال طلای مقاله ابتکارآمیز همایش بین‌المللی کیمیاگری در قاهره از افتخارات اوست.
زمانی که دامبلدور می‌خواست با یکی از بهترین دوستان دوره تحصیلش یعنی الفی یس دوج برای جهانگردی، کسب علم و کمک به جامعه جادوگری به یونان برود، ناگهان کندرا مادر دامبلدور مرد و او نتوانست به یونان برود. درمراسم خاکسپاری کندرا، ابرفورث برادر دامبلدور که او را مقصر می‌دانست و بینی دامبلدور را شکست.
چندی بعد، او با گلرت گریندل‌والد دوست شد و رابطه‌ای شدیداً دوستانه با او برقرار کرد،
او در دوران جوانی اهداف بلندی را دنبال می‌کرد میخواست با کمک گریندل والد یادگاران مرگ (ابر چوب دستی کهن، سنگ زندگی و شنل نامرئی) را پیدا کند و به قدرت دست یابد
ولی بعدها سر چیز هایی با گریندلو الد اختلاف پیدا کرد
جادوگری که بعدها به پلیدترین جادوگر نسل خودش تبدیل شد. در درگیری‌ای که بین او و آلبوس و ابرفورث رخ داد، تصادفاً طلسمی به آریانا خواهر دامبلدور برخورد کرد و او مرد. در نتیجه این مرگ، ضربه روحی سختی به خانواده دامبلدور وارد شد.
اما او از تلاش دست برنداشت و توانست دوازده خاصیت خون اژدها را کشف کند که بسیار باارزش بود. در چند سال بعد دامبلدور با گریندل والد،
سیاه‌ترین جادوگر جهان در آن زمان به مبارزه تن به تن پرداخت و توانست او را دستگیر کند. این کار بسیار مهم بود زیرا در تمام اعصار تا آن زمان جادوگری مثل گریندل‌والد ظهور نکرده بود.
پس از آن دامبلدور به شهرت زیادی رسید و استاد درس تغییر شکل در هاگوارتز شد. همچنین مقاله‌های مهمی همچون معجون‌ساز واقعی و نام تغییرشکل امروز در روزنامه جادوگری پیام امروز نوشت.
دامبلدور چند سال بعد به مقام مدیریت هاگوارتز رسید. به‌دلیل مهارت‌های فوق‌العاده او، سه بار مقام وزارت سحر و جادو به او پیشنهاد شد اما او به دلایلی نپذیرفت.او کسی بود که به تام ریدل(لرد ولدمورت)اطلاع داد که یک جادوگر است.با اینکه تام ریدل باهوش و مورد علاقه ی بسیاری از استادان بود،دامبلدور به او اعتماد کافی نداشت.حدود سه سال بعد تام ریدل که یکی از ممتاز ترین دانش اموزان اسلیترینی بود نام لرد ولدمورت را برای خود انتخاب و با تشکیل گروه مرگ‌خوارها با دوستانش در هاگوارتز، به استفاده از جادوی سیاه پرداخت و به سیاه‌ترین جادوگر هزاره اخیر بدل شد. در زمان قدرت ولدمورت (لرد سیاه)، هاگوارتز به دلیل وجود دامبلدور در آنجا، امن‌ترین مکان در دنیای جادوگری بود. اولین حضور دامبلدور در اولین سکانس فیلم هری پاتر و سنگ جادو بود یعنی هنگامی که دامبلدور هری پاتر را جلوی خانه دورسلی‌ها (خاله و شوهر خالهٔ هری) گذاشت. ده سال بعد که هری پاتر به هاگوارتز آمد دامبلدور هنوز مدیر هاگوارتز بود.

## هری پاتر و سنگ جادو
اولین بار هری او را در کارت یک قورباغه شکلاتی می‌بیند و می‌فهمد که او بهترین جادوگر دنیا و مدیر مدرسهٔ هاگوارتز است. وقتی دامبلدور را در سرسرای هاگوارتز می‌بیند، هری متوجه این موضوع می‌شود که دامبلدور بسیار به او علاقه دارد. دامبلدور حتی برای تشویق او به جایگاه تماشاچی‌ها در کوییدیچ (نوعی بازی معروف جادوگرها با جاروی پرنده) می‌آید. در آخر داستان نیز به دلیل عمل قهرمانانهٔ رون و هرمیون در نجات سنگ جادو از چنگ لرد سیاه، ۵۰ امتیاز به این دو و ۶۰ امتیاز به هری پاتر و به نویل لانگ‌باتم ۱۰ امتیاز اهدا می‌کند؛ و به این ترتیب گریفندور قهرمان جام گروه‌های هاگوارتز در آن سال می‌شود.

## هری پاتر و تالار اسرارآمیز
در هری پاتر و تالار اسرار زمانی که پروفسور اسنیپ می‌خواهد رون و هری را اخراج کند دامبلدور مانع می‌شود. زمانی نوشته‌هایی با خون روی دیوار نوشته می‌شود و افرادی بدن‌شان خشک می‌شود، و خیلی‌ها هری پاتر را مقصر می‌دانند و اگر حمایت دامبلدور از او نبود، احتمالاً هری پاتر همانند هاگرید
از مدرسه اخراج می‌شد. چندی بعد دامبلدور به دلیل بازشدن در تالار اسرار از مدیریت مدرسه عزل می‌شود اما پس از این که جینی ویزلی در تالار اسرار اسیر می‌شود او برمی گردد و همین‌طور در تالار اسرار فوکس ققنوس دامبلدور (برای کور کردن باسلیسک -ماری عظیم‌الجثه که با نگاه کردن به چشمهایش بلافاصله خواهید مرد- و التیام زخم هری - که از توانایی پرنده های افسانه ای از جمله ققنوس هاست)به دلیل وفاداری هری به دامبلدور به کمک هری می‌آید و بااشکش زخم هری را التیام می بخشد و کلاه گروه‌بندی را (دربردارندهٔ شمشیر گودریگ گریفیندور برای کشتن باسیلیسک) به همراه خود به تالار می‌آورد.

## هری پاتر و زندانی آزکابان
دامبلدور در هری پاتر و زندانی آزکابان نقش زیادی نداشت. او تنها در اول سال در مراسم جشن آغازین سال تحصیلی دربارهٔ دیوانه‌سازها و فرار سیریوس بلک از زندان ازکابان به دانش آموزان توضیح‌هاتی را ارائه می‌دهد و و لوپین را به عنوان معلم دفاع در برابر جادوی سیاه به دانش آموزان معرفی می‌کند. او همچنین در اواخر داستان به هرمیون گرنجر و هری کمک کرد سیریوس بلک را نجات دهند (دامبلدور معتقد بود که سیریوس بی‌گناه است) همچنین در پایان سال در سرسرای بزرگ هاگوارتز حضور یافت.

## هری پاتر و جام آتش
دامبلدور در سرسرای بزرگ در آغاز سال تحصیلی اعلام می‌کند که مسابقه قهرمانی سه جادوگر امسال در هاگوارتز برگزار می‌شود و شرط سنی برای شرکت در آن هفده سال است.
نام هری با وجود نداشتن هفده سال به عنوان چهارمین جادوگر از جام بیرون می‌آید و او در مسابقات شرکت می‌کند.
دامبلدور هری را ترغیب به تلاش برای برنده شدن در مسابقه نمی‌کند ولی در مرحله دوم که آزاد کردن زندانیان از زیر آب بود چون هری یک زندانی دیگر را نیز آزاد کرده بود به هری امتیاز می‌دهد پس از این که مراحل تمام می‌شود از هری می‌خواهد که بگوید در آن قبرستان چه آتفاقی افتاده است همین‌طور با محلول راستی (محلولی که اگر کسی آن را بخورد نمی‌تواند دروغ بگوید) اطلاعاتی را از بارتی کراوچ (یکی از مرگ خواران لرد ولدمورت که خود را جای مودی چشم باباغوری استاد درس دفاع در برابر جادوی سیاه جا زده بود و غیر مستقیم به هری کمک می‌کرده تا برنده شود و پس از لمس جام به آن قبرستان منتقل شود که ولدمورت از خون او برای بازگشت استفاده کند و هری را بکشد) بیرون کشید.

## هری پاتر و محفل ققنوس
در این داستان نقش دامبلدور بسیار پر رنگ است. دامبلدور در این داستان دوباره محفل ققنوس را فعال می‌کند. این محفل برای مبارزه با لرد ولدمورت ساخته شده‌است و جیمز پاتر و لی‌لی پاتر (پدر و مادر هری پاتر) عضو آن بوده‌اند و توسط ولدمورت کشته شده‌اند.
دامبلدور ریاست آن را بر عهده می‌گیرد. او همچنین در تلاش است وزارت سحر وجادو را قانع کند که لرد ولدمورت بازگشته است اما وزارت سحر و جادو قبول نمی‌کند.
در آن با سازمان اسرار آشنا می‌شود و نبرد اعجاب‌انگیزی بین لرد ولدمورت وآلبوس
دامبلدور درمی‌گیرد. سیریوس بلک به دست بلاتریکس لسترنج (یکی از یاران ولدمورت و یک مرگخوار) به قتل می‌رسد و وزارت سحر و جادو پی می‌برد که لرد ولدمورت بازگشته است.
اما او در این سال اشتباه بزرگی مرتکب شد و انگشتر مورولو (پدر بزرگ ولدمورت) را در دست کرد.

## هری پاتر و شاهزاده دورگه
در این کتاب دامبلدور نقشی پررنگ و آخرین نقش خود را ایفا می‌کند.
در این کتاب هری و دامبلدور با هم به تحقیق دربارهٔ جان‌پیچها (به انگلیسی: Horcrux) می‌پردازند و به نتایج مهمی دست می‌یابند :جان‌پیچ‌ها وسیله‌هایی هستند که برای رسیدن به بی مرگی اند اگر جادوگری روح خود را با ارتکاب قتل به دو پاره تبدیل کند و یک تکه را در شیءی و یک تکه را در بدن خود قرار دهد آن شیء جان پیچ او می‌شود اگر آن فرد کشته شود به‌طور کامل نمی‌میرد زیرا روحش از بین نرفته‌است و میتواند دوباره به جهان باز گردد. ولدمورت دراقدامی که هیچ‌کس انجام نداده روح خود را به هفت پاره کرده و شش جان پیچ ساخته است. دامبلدور انگشتر پدر بزرگ ولدمورت را که جان پیچ بوده نابود می‌کند و همچنین معلوم می‌شود دفتر چه خاطرات تام ریدل یک جان پیچ بوده که هری در تالار اسرار آن را نابود کرد. هری با گرفتن خاطره پروفسور اسلاگهورون می‌فهمد که ولدمورت در زمان دانش‌آموزی دربارهٔ جان‌پیچ‌ها از اسلاگهورون پرسیده دامبلدور و هری پس از تلاش زیاد می‌فهمند که چهار جان پیچ لرد ولدمورت عبارتند از :جام هافلپاف، قاب آویز اسلیترین، نیم تاج ریونکلا، و نیگنی، مار لرد ولدمورت. مدتی بعد که دامبلدور و هری برای یافتن جان‌پیچ‌ها از هاگوارتز خارج شده بودند با دیدن علامت شوم (نشان مرگخواران) بازگشتند و به یکی از سالن‌های هاگوارتز رفتند. وقتی هری در زیر شنل نامریی بود. ناگهان دراکو مالفوی از در بیرون آمد و دامبلدور را خلع سلاح کرد (با طلسم اکسپلیارمِس) و هری همان لحظه با طلسم دامبلدور در زیر شنل نامریی خشک شد؛ و عاقبت سیوروس اسنیپ دامبلدور را با طلسم کشندهٔ آواداکداورا او به قتل رساند.
پس از آن اسنیپ و مرگخواران فرار کردند. چند روز بعد دامبلدور را طی مراسم با شکوهی به خاک سپردند نام فصل آخر کتاب هری پاتر و شاهزاده دورگه، مقبره سفید است.که در اخر این فیلم هم مقبره سفید آلبوس دامبلدور توسط ولدمورت شکافته و چوبدستی کهن وی (جادوگران پس از مرگ با چوبدستیشان به خاک سپرده میشوند)را میدزدد.

## بعد از مرگ
در هری پاتر و یادگاران مرگ، هری سوگنامه الفی یس دوج را در روزنامه پیام امروز که دربارهٔ زندگی دامبلدور است، می‌بیند.
اما می‌فهمد که ریتا اسکیتر خبرنگار بدنام کتابی به نام نام زندگی و نیرنگ‌های آلبوس دامبلدور تألیف کرده که همه‌اش بد گویی از دامبلدور است و حتی او به جادوی سیاه متهم شده‌است.
در این سال هری به همراه رون و هرمیون از مدرسهٔ هاگوارتز می‌روند و سعی در نابودی جان‌پیچ‌ها می‌کنند.
دراواخر جلد دوم سوروس اسنیپ زمان مرگ خاطراتش را به هری منتقل می‌کند و او می‌فهمد که مرگ دامبلدور در اصل نقشه اسنیپ و دامبلدور و عمدی بوده‌است که می‌خواستند اولاً لرد ولدمورت به اسنیپ اعتماد کند و ثانیاً ابر چوبدستی به دست ولدمورت نیفتد (قوی‌ترین چوب دستی جهان از درخت اقطی یاس کبود که آخرین صاحبش هری پاتر بوده که به چوبدستی مرگ یا چوبدستی سرنوشت معروف است)، بلکه به دست اسنیپ برسد.
او حتی پس از مرگ نیز کمک بسیاری کرد. او توسط تابلو اش در هاگوارتز که نقشی از او بود اطلاعات و راهنمایی های زیادی برای کمک به محفل ققنوس ارائه داد. هری پاتر بعد از ازدواج به یاد دامبلدور و سوروس اسنیپ نام دومین پسرش را آلبوس سوروس پاتر می‌گذارد.
و در کتاب هری پاتر و فرزند نفرین شده تابلوی او به کمک هری پاتر شتافت برای بیرون آوردن آلبوس پاتر از زمان گذشته.

## قدرت‌ها و توانایی‌ها
آلبوس دامبلدور در تمام کتاب‌های هری‌پاتر فردی بسیار قدرتمند و بزرگ معرفی شده‌است.
او در زمان کودکی هم حتی با وجود آزکابان رفتن ناگهانی پدرش و سختی‌های بسیار زیاد با خواهرش توانست در هاگوارتز حتی در همان سال اول بسیار خوش بدرخشد و در تمام دوران تحصیل خود چشمان همه را با قدرت‌های جادویی خود متحیر کند.
پس از فارغ التحصیلی هم نیز مقاله‌های بسیار زیاد و معتبری در تمام جهان راجع به موضوعات مختلفی منتشر کرد و جایزه‌های بسیار زیادی نیز کسب کرد و به همراه همکار برجسته خود نیکلاس فلامل سنگ جادو را ساخت.
او پس از مدتی با یکی از قدرتمندترین جادوگرانی که تابحال وجود داشته است یعنی گلرت گریندل والد (دانش آموز اخراجی مدرسه درمشترانگ) آشنا شد و رابطه بسیار عمیق و نزدیکی با او برقرار کرد و قصد داشتند که باهم به یونان بروند و جادو را بسیار گسترش و پیشرفت دهند که مرگ کندرا، مادر دامبلدور مانع شد.
پس از آن آلبوس مجبور شد که مراقبت از خواهر نیمه دیوانه و دوست داشتنی خود، آریانا را بر عهده بگیرد و نتوانست به همراه گلرت به دنبال یادگاران مرگ بگردد.
پس از مرگ آریانا در نبردی که میان گلرت و ابرفورث و آلبوس دربر می‌گیرد، گلرت به تنهایی به دنبال ابر چوبدستی می‌رود و آن را از گرگروویچ می‌دزدد و با آن شروع به استفاده از جادوی سیاه می‌کند و طرفداران زیادی پیدا می‌کند.
اما سپس دامبلدور که اکنون استاد تغییر شکل مدرسه علوم و فنون جادوگری هاگوارتز شده بود با شکست دادن گلرت گریندلوالد در نبردی بسیار عظیم و سهمگین ابرچوبدستی را از آن خود می‌کند.
سپس آلبوس به خاطر اقدام عظیمش در شکست دادن گلرت گریندل والد و اختراعات متعدد خود در چند سال بعد به مقام مدیریت مدرسه علوم و فنون جادوگری هاگوارتز می‌رسد، و به او بیشتر از سه بار پیشنهاد به بودن وزیر وزارت سحر و جادو داده شد که دامبلدور به علت تواضع و فروتنی نپذیرفت.
ابر چوبدستی قدرتمندترین وسیله در تمام اعصار بود، روایت شده‌است که مرگ این چوبدستی را با چوب درخت یاس کبود نا درست کرده‌است و از هفت مغز نیز استفاده کرده‌است :
پر ققنوس، موی تک شاخ، ریسه قلب اژدها، پر شیردال، موی پریزاد، ریسه قلب تسترال، خون مرگ
زیرا مرگ برای مخلوط کردن مواد نیاز داشت که از جان خودش استفاده کند، برای همین ابرچوبدستی به چوب مرگ نیز معروف است.